# Stridon
Stridon est le nom d'une localité antique située « aux confins des provinces romaines de la Dalmatie et de la Pannonie » mais dont la localisation précise est inconnue et discutée. Détruite par les Goths dans le dernier quart du IVe siècle, son nom est cependant passé à la postérité pour avoir été le berceau familial de Jérôme de Stridon, un des Pères de l'Église, qui y est né vers 347 et y a passé son enfance. 

## Les sources
L'essentiel des éléments que l'on connait de Stridon figurent dans les derniers passages de l'ouvrage de Jérôme De viris illustribus (en) que ce dernier termine vers 392 :    
« Patre Eusebio natus, oppido Stridonis, quod a Gothis eversum, Dalmatiae quondam Pannoniaeque confinium fuit »
— De Viris Illustribus,135, P. L.  23, col. 715-717
        
« Fils d’Eusèbe, je suis né à Stridon, ville détruite par les Goths, mais qui se situait alors aux confins de la Dalmatie et de la Pannonie. »
Il n'existe aucune autre mention de cette localité dans aucune autre source antérieure ou postérieure à Jérôme. Celui-ci qualifie Stridon d'« oppidum », un terme qui désigne généralement un lieu fortifié sur une hauteur mais peut désigner également un bourg fortifié, voire une ville. C'est néanmoins à Stridon que Jérôme est né, vers 347, et commence sa scolarité avant que son père, riche propriétaire terrien, ne l'envoie à Rome à l’âge de douze ans afin qu'il y reçoive un enseignement de qualité. Quand, plusieurs années plus tard, Jérôme prône l'ascèse dans une de ses lettres, il se plaint de la « rusticité » et de l'indifférence religieuse qui caractérisaient selon lui Stridon où « le seul Dieu des hommes est leur ventre [qui] ne vivent que pour la journée [et où] plus vous êtes riche, plus vous êtes considéré comme saint ».  

## Essais de localisation

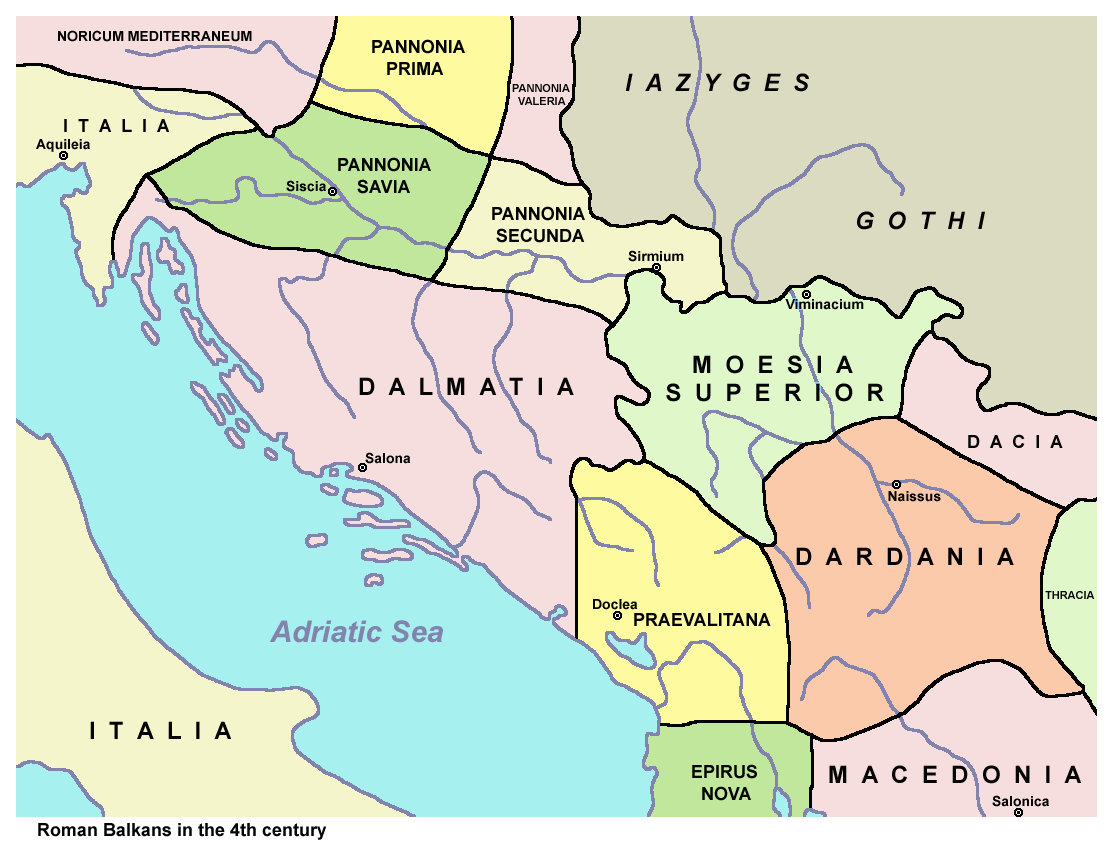
Carte des Balkans vers le IVe siècle

S'il est généralement admis que Stridon devait se situer à distance raisonnable à la fois d'Aquilée et d'Emona (aujourd'hui Ljubljana, en Slovénie), sa localisation précise, controversée depuis le Moyen Âge, est encore l'objet de débats sans qu'aucune solution satisfaisante n'ait fait à ce jour l'objet d'un consensus. La ville a en effet été détruite vers 379, peu après la désastreuse défaite des armées impériales de Valens à la bataille d'Andrinople face aux troupes gothes qui ont ensuite dévasté les territoires compris entre les Balkans et les Alpes juliennes.  

### Différentes hypothèses
Au XIIIe siècle, Thomas l'Archidiacre (en), évêque de Split, délimite la province de Dalmatie, où il positionne Stridon, en la situant de la ville albanaise de Durrës jusqu'à la baie de Kvarner. Au XVe siècle, l'humaniste italien Flavio Biondo puis le moine Philippe de Bergame affirment que Jérôme était italien, originaire de la région d'Istrie, une hypothèse qui suscite de vives réactions d'érudits croates comme Marko Marulić ou pan-slave comme Vinko Pribojević (en) qui contestent l'appartenance de la péninsule istrienne à l'Italie. Ce dernier soutient que Jérôme est Dalmate et Slave et situe Stridon dans un triangle entre Trieste, Ljubljana et Koper.  
Au début du XVIe siècle, l'évêque et humaniste croate Stephanus Brodericus (en), originaire de Slavonie, identifie Stridon avec Štrigova, une petite localité de Croatie septentrionale, proche de la Slovénie et de la Hongrie, suivi par différents érudits comme ses contemporains Miklós Oláh et Antun Vramec (en), puis, au XVIIIe siècle, le religieux croate Joseph Bedeković. À la fin du XIXe siècle , à la suite de la découverte d'une inscription épigraphique, le prêtre catholique, archéologue et historien croate Frane Bulić propose comme candidat le village bosniaque de Grahovo mais les objections et arguments de Theodor Mommsen lui font renoncer à son hypothèse.   
Plus récemment, en 1986, l'historien croate Mate Suić, se fondant sur des considérations étymologiques et sur le fait que Stridon devait se situer en bord de mer, a proposé le village de Gradina-Sapjani située en Istrie, dans l'arrière pays de la baie de Kvarner à proximité de Trsat tandis que, la même année, l'historien hongrois Istvan Fodor a repris l'hypothèse de Štrigova dont il estime que c'est la localité « qui correspond le mieux à la description propre de S. Jérôme ». Enfin, en 2002, l'historien croate du droit Lujo Margetić (en) propose de localiser Stridon dans l'actuelle Bosnie, seul territoire où se côtoient selon lui la Dalmatie et la Pannonie de l'époque romaine.